# Bir Hakeim (Oase)

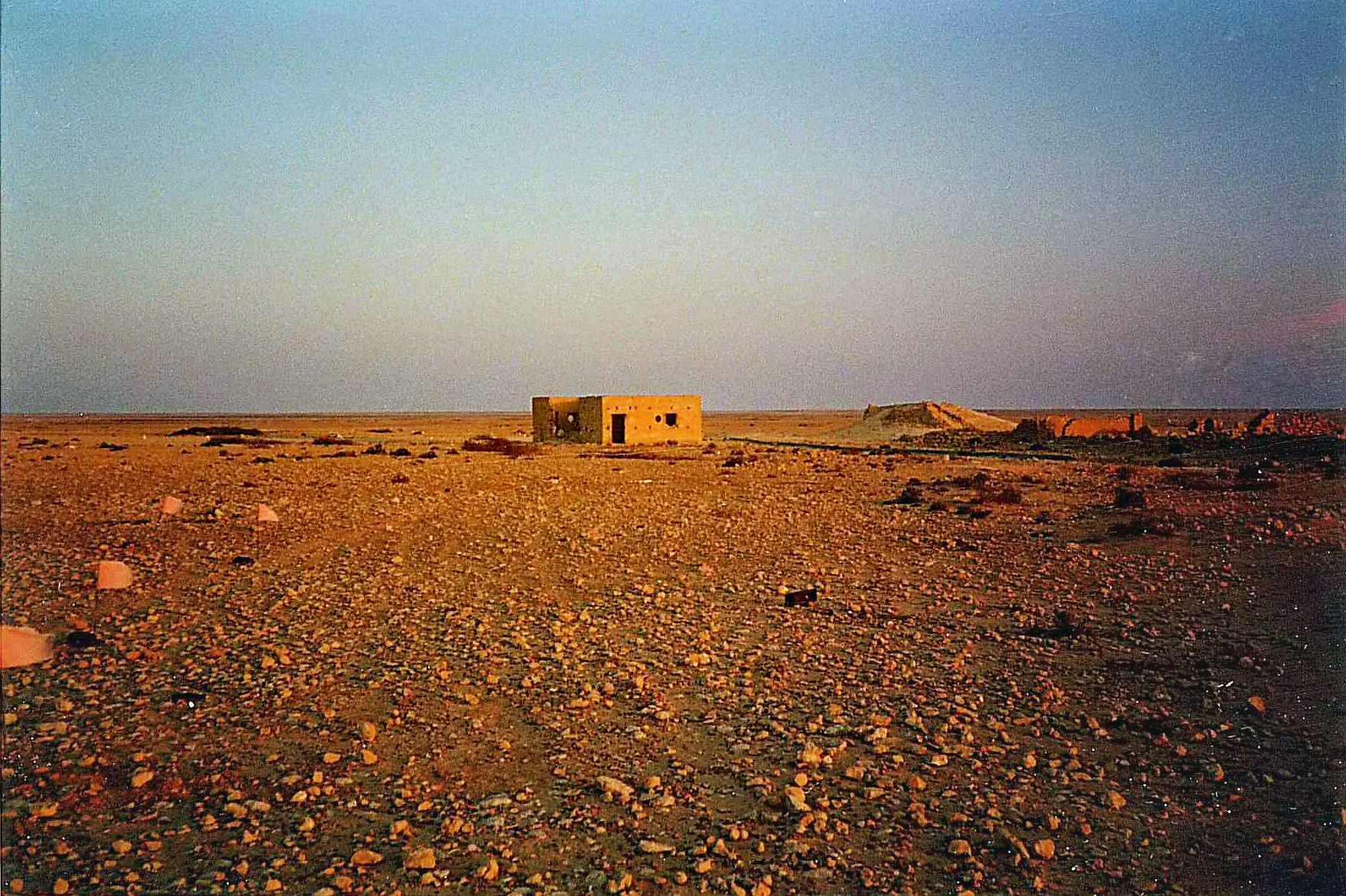
Ruinen des Forts bei Bir Hakeim

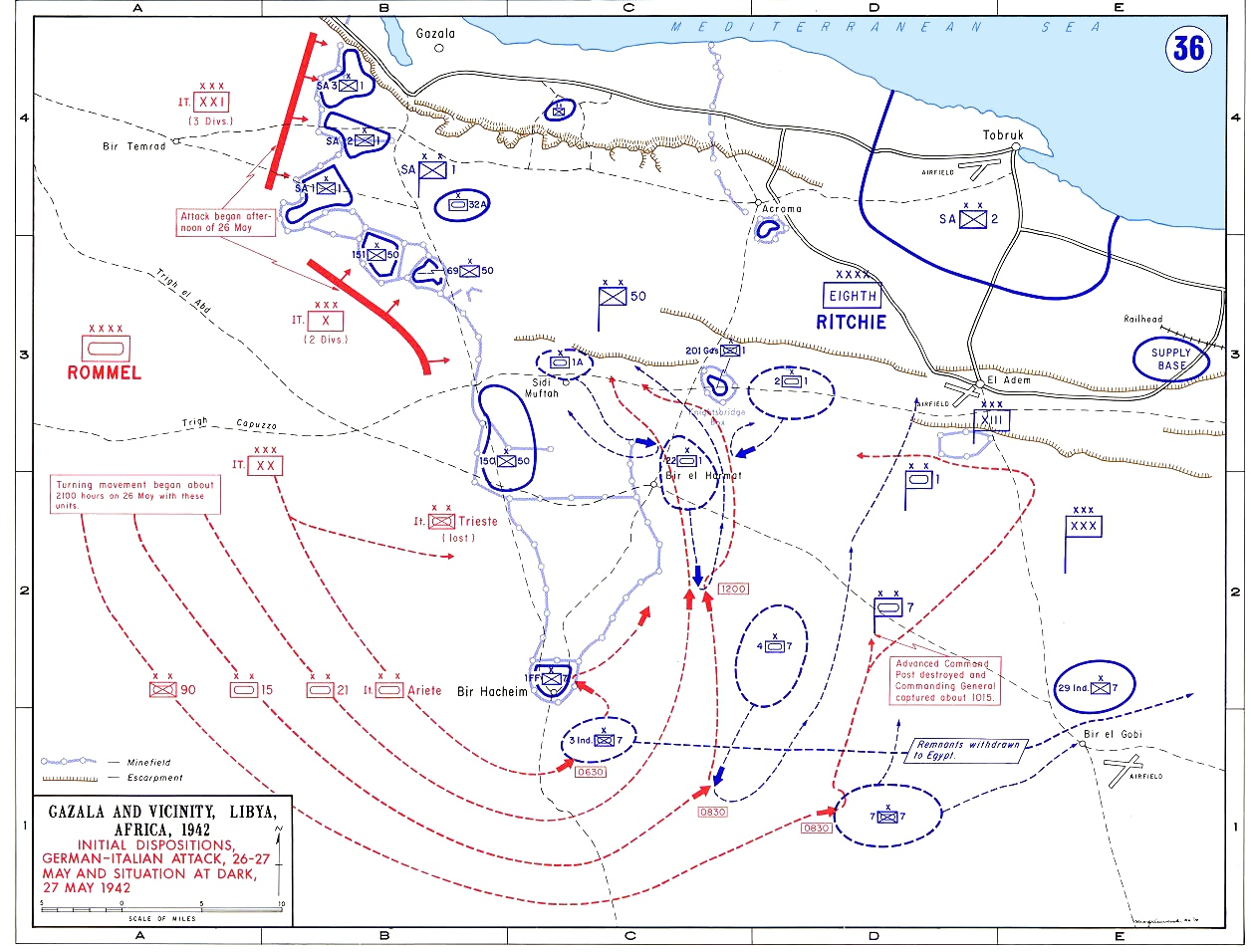
Lage von Bir Hakeim auf Frontkarten 1942

Bir Hakeim (italienische Transkription Bir Hacheim; arabisch بئر حكيم, DMG Biʾr Ḥakīm) ist eine ehemalige Wüstenoase in der libyschen Wüste, rund 65 km südlich von Tobruk gelegen. Der Ort ist nicht mehr bewohnt.

## Geschichte
Während des Ersten Weltkriegs befand sich in Bir Hakeim ein Kriegsgefangenenlager des Senussi-Ordens. Am 17. März 1916 befreiten die Briten die Gefangenen, wobei sie dort nahezu alle Einheimischen töteten. Eine hier von den Osmanen errichtete Festung wurde im 20. Jahrhundert vom italienischen Kamelreiterkorps als Garnison genutzt. Die ehemaligen Brunnen von Bir Hakeim waren schon vor 1942 versiegt. Im Zweiten Weltkrieg fand hier die Schlacht von Bir Hakeim zwischen der Panzerarmee Afrika und freifranzösischen Truppen statt. Der Boden im ehemaligen Kampfgebiet ist noch heute mit Landminen und Blindgängern verseucht.
Als Anfang der 1990er Jahre die Gaddafi-Regierung zur landwirtschaftlichen Nutzung der Wüste eine Wasserfernleitung von den Kufra-Oasen nach Tobruk bauen wollte, mussten erst aufwändige Minenräumarbeiten durchgeführt werden, um einen Korridor zu schaffen.

## Lage
Früher lag Bir Hakeim an der Kreuzung zweier Beduinenstraßen. Heute führt jedoch die Wüstenstraße Tobruk–Adschdabiya in einigen Kilometern Entfernung an der Ruine vorbei.